# لوثر غوليك
لوثر غوليك (بالإنجليزية: Luther Halsey Gulick) هو مدرس أمريكي، ولد في 4 مايو 1865 في هونولولو في الولايات المتحدة، وتوفي في 13 أغسطس 1918 في كاسكو في الولايات المتحدة.

## وصلات خارجية
- لوثر غوليك على موقع الموسوعة البريطانية (الإنجليزية)